# 지급식 펀드
지급식 펀드는 펀드의 한 종류로써 매달 정해진 분배금을 받는 펀드를 말한다. 처음 가입 시 돈을 맡기면, 한달에 한 번씩 투자금액의 일정 비율이 수입으로 나온다. 가입 시 투자자의 나이는 전혀 고려할 사항이 아니다. 투자 전문가들은 "자산은 가지고 있지만, 고정적인 소득이 없는 고령 은퇴자들에게 좋은 펀드"라고 주장한다. 평균 수익률은 2010년 8월 현재 5.18%를 웃돌고 있다.

## 주의점
은행 연금·예금과는 달리 원금 손실의 가능성이 있다. 이는 지급식 펀드가 원금에서 일정액을 지급하는 방식으로 현금이 나오기 때문이다. 이는 매달 나오는 수익에서 현금을 주는 다른 펀드와는 차이가 있다. 이러한 특징으로 인해 해당 펀드는 일반 주식형 펀드보다 저조한 수익률이 나오며, 투자 원금 회복이 느려지는 문제가 있다.

## 같이 보기
- 펀드